# Magistrat i Finland
I Finland tillhörde magistraten (finska: maistraatti) den statliga lokalförvaltningen och var underställd regionförvaltningsverken. Det fanns 11 magistrater och deras ämbetsområde omfattade ett eller flera härader. Vissa magistrater fungerade som en avdelning vid häradets ämbetsverk, medan andra var separata ämbetsverk. På Åland skötte magistratsavdelningen vid Statens ämbetsverk på Åland magistratens uppgifter. Magistraterna ansvarade bland annat för notarius publicus, befolkningsregister, båtregister, handels- och föreningsregister, förmyndarfrågor, hindersprövning, namnfrågor, borgerliga vigslar samt partnerskap.
Den 1 januari 2020 upphörde magistraten och ersattes av Myndigheten för digitalisering och befolkningsdata.